# Роккі Ніїкейн
Роккі Ніїкейн (фр. Rocky Nyikeine, нар. 26 травня 1992) — футболіст з Нової Каледонії, воротар клубу «Єнген Спорт».
Виступав, зокрема, за клуб «Гаїча», а також національну збірну Нової Каледонії.
Клубний чемпіон Океанії.

## Клубна кар'єра
У дорослому футболі дебютував 2011 року виступами за команду клубу «Гаїча», в якій провів п'ять сезонів. 
До складу клубу «Єнген Спорт» приєднався 2017 року. 

## Виступи за збірні
У 2011 році залучався до складу молодіжної збірної Нової Каледонії.
У тому ж році дебютував в офіційних матчах у складі національної збірної Нової Каледонії.
У складі збірної був учасником кубка націй ОФК 2012 року на Соломонових Островах, де разом з командою здобув «срібло».

## Титули і досягнення
- Переможець Тихоокеанських ігор: 2011
- Срібний призер Кубка націй ОФК: 2012
- Клубний чемпіон Океанії (1):

«Єнген Спорт»: 2019